# Julia Tunturi
Julia Emma Maria Tunturi (* 25. April 1996 in Helsinki) ist eine finnische Fußballspielerin. Die Mittelfeldspielerin steht seit Januar 2021 bei Vittsjö GIK unter Vertrag. Seit 2015 spielt sie für die finnische Nationalmannschaft. Einen Titel konnte sie bisher nicht gewinnen.

## Karriere

### Vereine
Tunturi war von 2012 bis 2014 Stammspielerin bei Turku PS und wechselte dann zu Åland United. Im ersten Jahr hatte sie dort 20 Einsätze in der Liga, im zweiten Jahr nur noch elf. Sie kehrte dann wieder nach Turku zurück, kam dort aber auch nicht mehr auf ihre früheren Einsatzzeiten. Zur Saison 2018 machte sie den Schritt über die Ostsee, um für Eskilstuna United in der Damallsvenskan zu spielen. Nachdem sie mit dem Verein Sechste, Vierte und Zehnte wurde, wechselte sie im Januar 2021 zu Vittsjö GIK.

### Nationalmannschaft
Tunturi nahm mit der finnischen U-17-Nationalmannschaft an den Qualifikationen für die U-17-Fußball-Europameisterschaft der Frauen 2012 und 2013 teil, konnte die Endrunde aber nicht erreichen. Mit der U-19 nahm sie dagegen an der Endrunde der U-19-Fußball-Europameisterschaft der Frauen 2013 teil. Sie gewannen dort zwar nur das Spiel gegen Norwegen, aber das genügte, um das Halbfinale zu erreichen und sich für die U-20-Weltmeisterschaft 2014 in Kanada zu qualifizieren. Dort verlor sie mit der U-20 aber die drei Gruppenspiele. Es folgten die erfolglosen Qualifikationen für die U-19-Fußball-Europameisterschaft der Frauen 2014 und 2015.
Im März 2015 spielte sie gegen die Niederlande beim Zypern-Cup erstmals in der A-Nationalmannschaft. Beim torlosen Remis wurde sie in der 69. Minute eingewechselt. In der Qualifikation für die EM 2017 saß sie bei drei Spielen auf der Bank. Als Dritte verpassten sie als einziger Teilnehmer von 2013 die Endrunde 2017. Für die Qualifikation für die WM 2019 wurde sie fünfmal nominiert, hatte aber nur zwei Kurzeinsätze von insgesamt 44 Minuten und belegte mit ihrer Mannschaft wieder nur den dritten Platz. Im Februar 2021 konnten sich die Finninnen dann endlich wieder für eine Endrunde qualifizieren. Tunturi saß dabei bei vier Spielen aber nur auf der Bank. In den ersten vier Spielen der Qualifikation für die WM 2023 hatte sie nur einen neunminütigen Kurzeinsatz bei der 1:2-Niederlage gegen Schweden.